# Municipalità di Lane Cove
La municipalità di Lane Cove è una local government area che si trova nel Nuovo Galles del Sud. Si estende su una superficie di 11 chilometri quadrati e ha una popolazione di 33.335 abitanti. La sede del consiglio si trova a Lane Cove.